# Посольство Эстонии в США

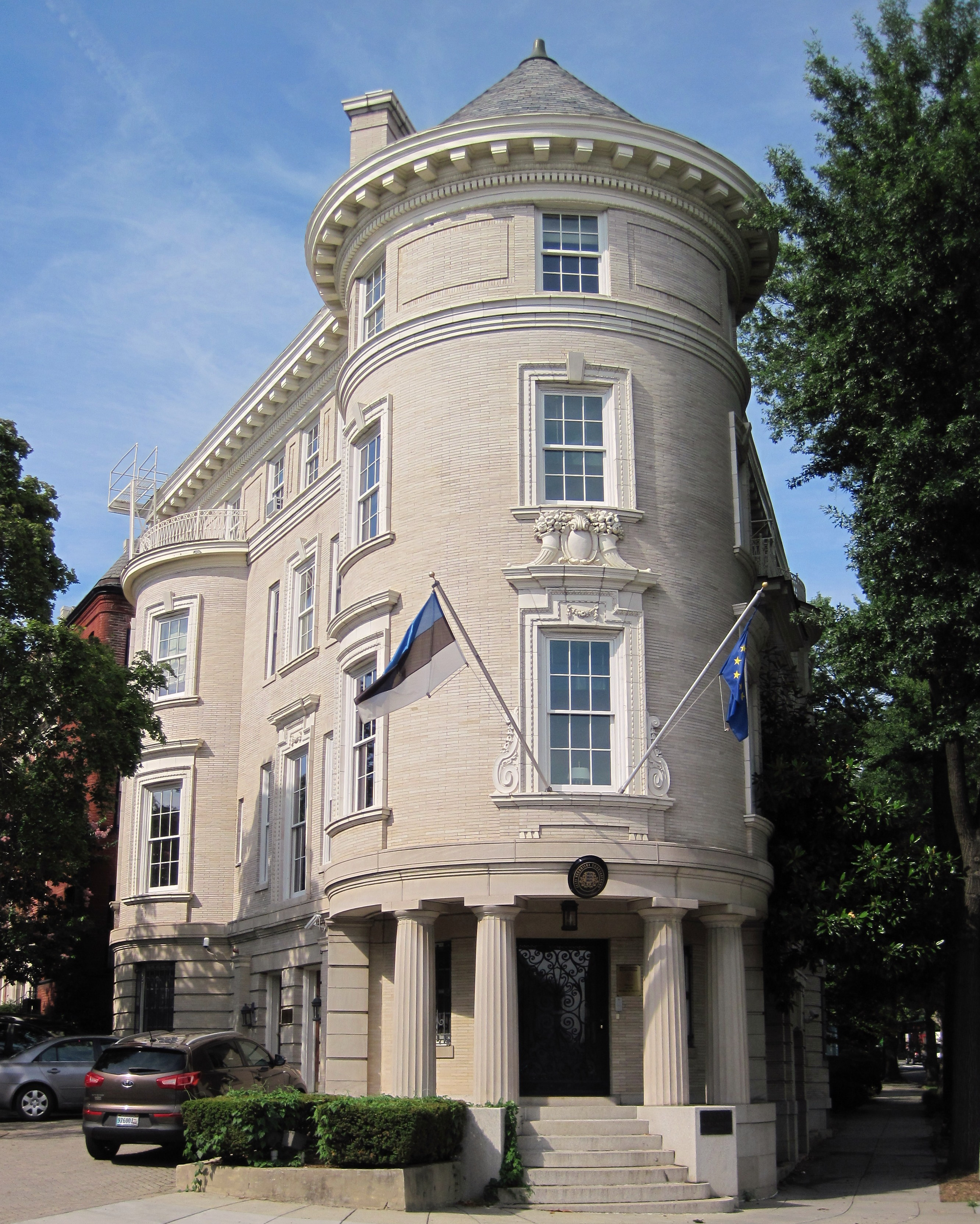
Посольство Эстонии в «посольском ряду» в Вашингтоне на Массачусетс-авеню, 2131.

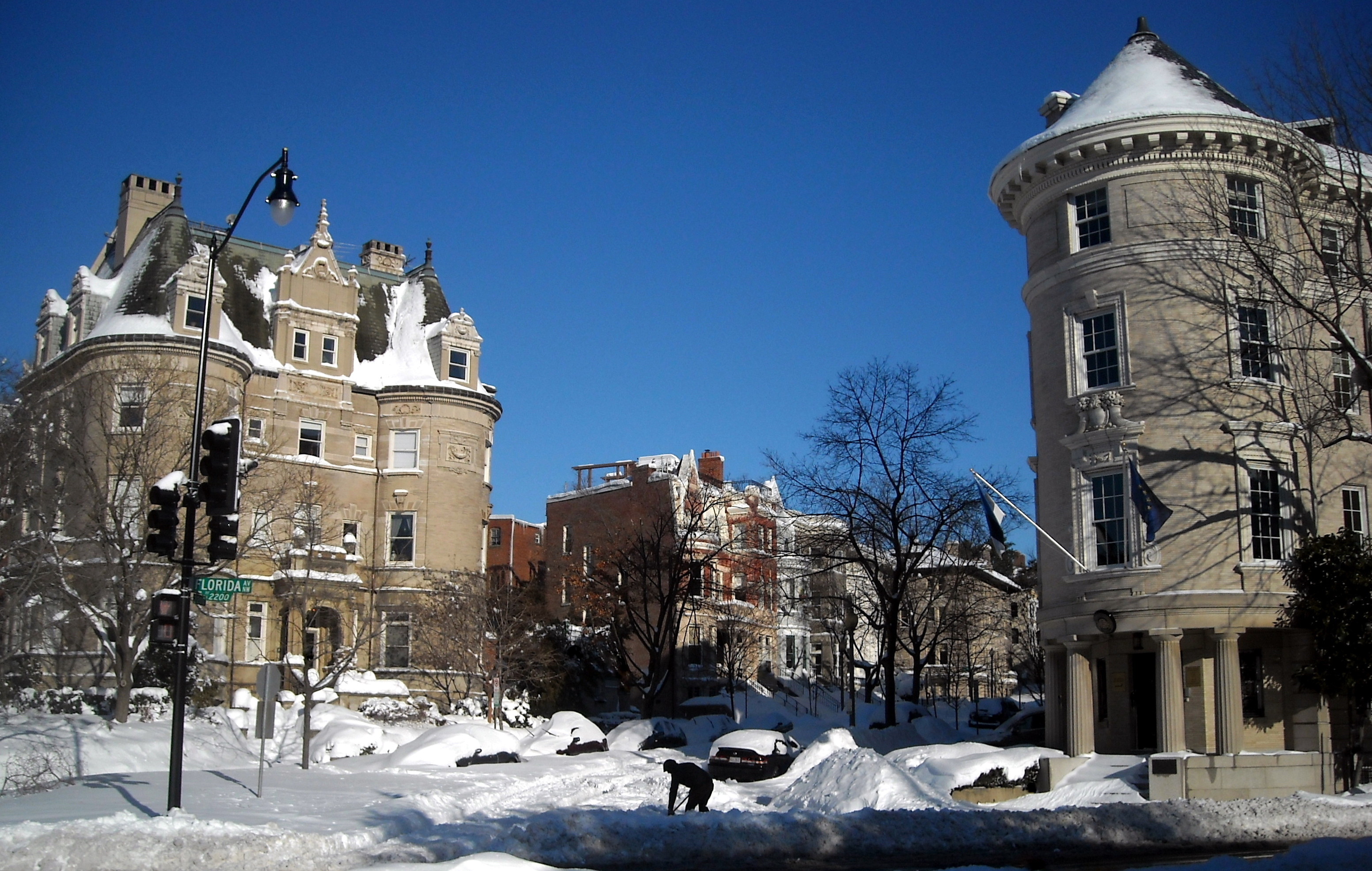
Пересечение Флорида-авеню и Массачусетс-авеню. Посольство Эстонии справа. Дом Миллера — слева.

Посольство Эстонии в Вашингтоне (эст. Eesti Suursaatkond Washingtonis) — главная дипломатическая миссия Эстонии в США, расположена на северо-западе Вашингтона на Массачусетс-авеню, 2131 в квартале, называемом Посольский ряд.

## Дипломатические отношения
Эстонская Республика, так же как Латвия и Литва, поддерживала дипломатические отношения с США через правительство в изгнании в период, когда Эстония входила в СССР. В это время Генеральное консульство Эстонии располагалось в Нью-Йорке в Рокфеллеровском центре. В 1990 году после возобновления независимости дипмиссия нуждалась в новом здании в Вашингтоне и в 1994 году Эстония приобрела усадьбу в неоклассическом стиле.

## Здание посольства
Усадьба была построена в 1905 году для богатого доктора. Позже в ней располагалось посольство Перу, затем Лэндонская средняя школа. Здание является одним из наоболее ярких домов посольского ряда, особого квартала Вашингтона, где располагается большое количество посольств и дипмиссий. В 2001 году усадьба пострадала от пожара, полностью восстановлена и вновь открыта в 2003 году.   